# Фамке Јансен
Фамке Јансен (хол. Famke Janssen; Амстелвен,  5. новембра 1964) холандска је глумица. Позната је по улогама у филму Златно око, телевизијској серији Режи ме и трилогији филмова X-Men.

## Биографија
Јансен је рођена у Амстелвену (Холандија), као једина бринета у породици плавуша. Онде, осим њеног матерњег холандског језика, научила је говорити енглески, немачки и француски језик. Има две сестре, Antoinette Beumer и Marjolein Beumer (глумица). Јансен је из Холандије одселила у САД 1984. године и тамо започела своју каријеру модела. Имала је потписани уговор са агенцијом Elite Model Management, а радила и за Yves Saint Laurenta, Chanel и Victoria's Secret, иако је изгубила неколико месеци због аутомобилске несреће након које је била присиљена неко вријеме носити овратник. Након студирања писања и књижевности на Универзитету Колумбија, преселила се у Лос Анђелес како би започела своју глумачку каријеру.
Након доласка у Лос Анђелес, Јансен је примила своје прве улоге, појављујући се као гост у појединим телевизијским серијама (као што су Звездане стазе: Следећа генерација и Merlose Place). Њена прва филмска улога била је са Џефом Голдблумом у филму Father & Sons (1992). Касније се појавила у првом Џејмс Бондовом филму Пирса Броснана, као фатална жена Ксенија Онатоп. Још једну значајна улогу је остварила као др. Џин Греј/Финикс у филмовима X-Men, X-Men 2 и X-Men: The Last Stand. Исто тако, Јансен се појавила у филмовима Господар илузија, The Faculty, House on Haunted Hill, Ја шпијун, Покераши, Deep Rising и Жмурке. Имала је и запажену улогу у другој сезони популарне телевизијске серије Режи ме, као заводљива и манипулативна транссексуална саветница Ева Мур.

## Филмографија
| Улоге Фамке Јансен |                                  |                               |                             |          |
| Година             | Српски назив                     | Изворни назив                 | Улога                       | Напомена |
| 1992.              | Очеви и синови                   |                               | Kyle Christian              |          |
| 1994.              |                                  | Relentless IV: Ashes to Ashes | Dr. Sara Lee Jaffee         |          |
| 1995.              | Златно Око                       | GoldenEye                     |                             |          |
| 1995.              | Господар илузија                 | Lord of Illusions             | Dorothea Swann              |          |
| 1996.              | Мртва девојка                    | Dead Girl                     | Treasure                    |          |
| 1997.              | Последњи ризик                   |                               | Rachel Montana              |          |
| 1998.              | Факултет страха                  |                               | проф. Елизабета Бурк        |          |
| 1998.              |                                  |                               | Fiona                       |          |
| 1998               |                                  |                               | Bonnie                      |          |
| 1998               | Покераши                         | Rounders                      | Petra                       |          |
| 1998               |                                  | RPM                           | Claudia Haggs               |          |
| 1998               | Дубоко израњање                  |                               | Trillian St. James          |          |
| 1998               |                                  |                               | Leeanne Magruder            |          |
| 1998               |                                  |                               | Katy                        |          |
| 1999.              | Кућа на уклетом брду             |                               | Евелин Стокард-Прајс        |          |
| 2000.              | Икс људи                         |                               |                             |          |
| 2000.              |                                  |                               | Lily                        |          |
| 2000.              | Љубав и секс                     |                               | Kate Welles                 |          |
| 2001.              | Ником ни реч                     |                               | Aggie Conrad                |          |
| 2001.              |                                  |                               | Jessica                     |          |
| 2002.              | Ја шпијун                        | I Spy                         | Special Agent Rachel Wright |          |
| 2003.              | Икс људи 2                       |                               |                             |          |
| 2004.              | Режи ме                          | Nip/Tuck (TV)                 |                             |          |
| 2004.              |                                  |                               | Judy Arnolds                |          |
| 2005.              | Жмурке                           |                               | Кетрин                      |          |
| 2006.              | Икс људи 3: Последње упориште    |                               |                             |          |
| 2006.              |                                  |                               | Allegra Marshall            |          |
| 2007.              |                                  |                               | Gretchen Reigert            |          |
| 2007.              |                                  |                               | Kailey                      |          |
| 2007.              |                                  |                               | Christie Winters            |          |
| 2008.              | 96 Сати                          |                               |                             |          |
| 2012.              | 96 Сати: Истанбул                |                               |                             |          |
| 2013.              | Ивица и Марица: Ловци на вештице |                               | Мјуриел                     |          |
| 2013.              | Вулверин                         |                               | Џин Греј                    |          |
| 2015.              | 96 Сати: У бегу                  |                               |                             |          |
| 2017.              | Све што желим                    |                               |                             |          |